# 오로데스 3세

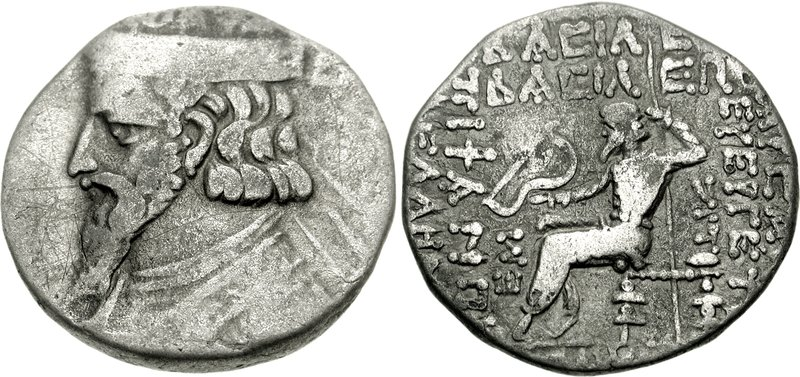
오로데스 3세 동전

오로데스 3세(페르시아어: ارد سوم)는 파르티아 제국의 왕으로 프라아테스 5세의 사후에 6년 실력자들에 의해 파르티아 제국의 왕좌에 올려졌다.
그는 그의 극한의 잔인성 때문에 살해당했고 그의 사후 프라아테스 5세의 형제 보노네스 1세(제위 8~12)가 왕좌를 얻으려고 노력하였다. 그러나 아르타바누스 2세(제위10~38)와의 내전이 따랐다.
| 전임 프라아테스 5세 | 제19대 파르티아 왕 6년 | 후임 보노네스 1세 |